# 趙麗娜
趙麗娜（1991年9月18日—），上海人，中华人民共和国女子職業足球運動員，司職守門員，曾效力於中國女子足球超級聯賽的上海农商银行。赵丽娜曾在曹楊二中就讀。

## 簡歷
2015年4月，趙麗娜入選中國國家女子足球隊出戰2015年女子世界盃足球賽。
赵丽娜隨中國國家女子足球隊奪得2022年亚足联女子亚洲杯冠軍。 在这之后，赵丽娜在网上迅速爆红，抖音粉丝至今涨到300万。2023年4月，赵丽娜宣布退役。2023年5月，赵丽娜参加节目《乘风2023》。
2025年，趙麗娜參演由周星馳執導的喜劇電影《少林女足》。

## 演出作品

### 電影
- 2025年：《少林女足》

### 綜藝節目
- 2023年：《乘风2023》

## 外部連結
- Zhao Lina profile （页面存档备份，存于） fifa.com
- 趙麗娜的新浪微博